# Động vật ăn nấm

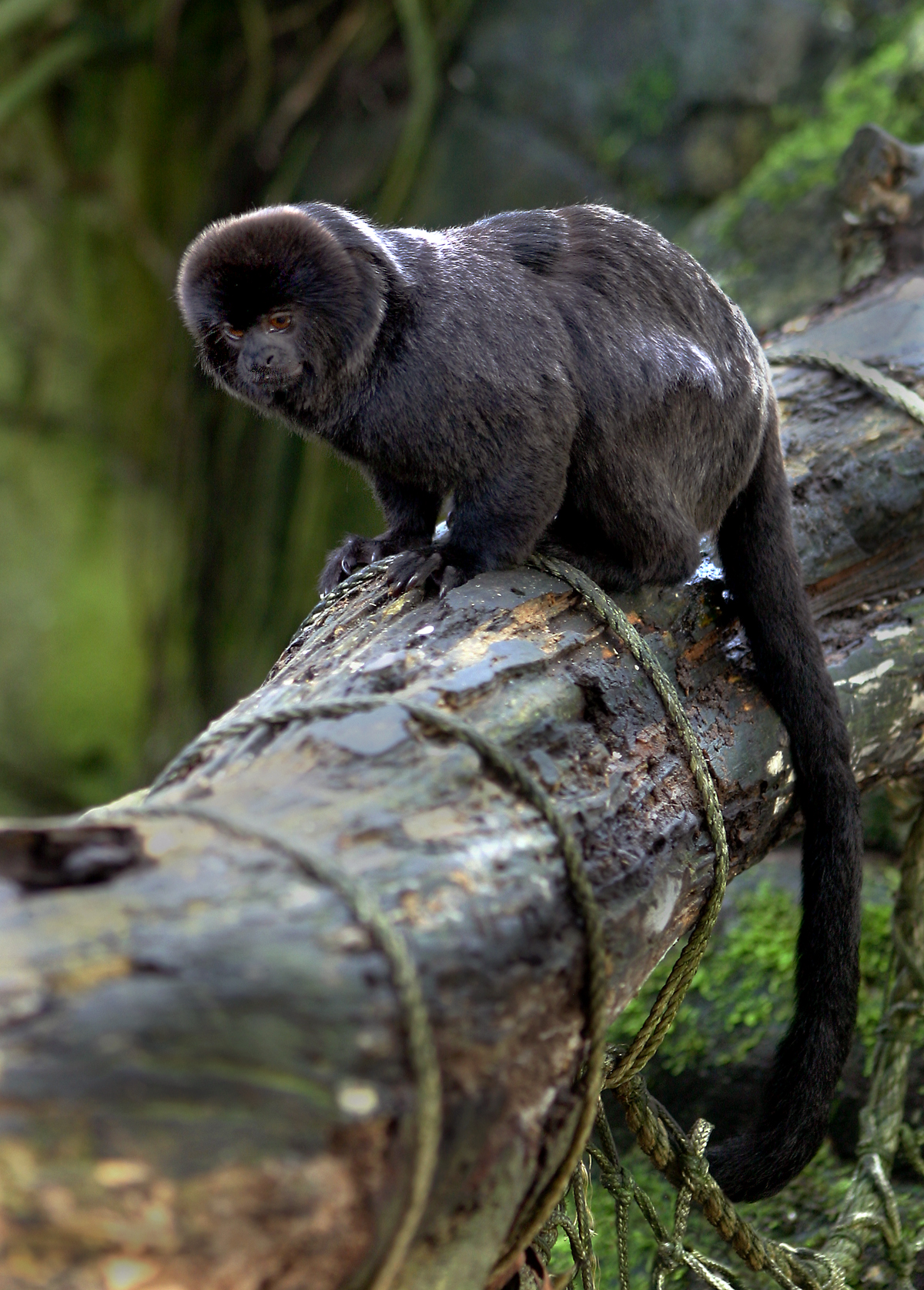
Khỉ đuôi sóc là loài chuyên ăn nấm

Động vật ăn nấm (Fungivore hoặc mycophagy) là một hành vi ăn uống của một nhóm động vật với đặc trưng là quá trình các sinh vật tiêu thụ nấm như là một nguồn thực phẩm chính. Rất nhiều sinh vật khác nhau đã được ghi nhận là lấy được năng lượng từ việc ăn nấm, bao gồm cả các loài chim, động vật có vú, côn trùng, thực vật, amip, chân bụng, tuyến trùng, vi khuẩn và các loại nấm khác. Một số trong số này, mà chỉ ăn nấm thôi thì mới được gọi là fungivores trong khi những loài khác ăn nấm như chỉ là một phần của chế độ ăn uống của chúng thì được là động vật ăn tạp.

## Tổng quan
Nấm có rất nhiều chủng loại, có thể nuôi trồng được quanh năm. Trung bình trong 100g nấm tươi có chứa từ 25 - 40% hàm lượng protein, 17 - 19 loại amino acid, trong đó có từ 7 - chín loại amino acid mà cơ thể không tự tông hợp được, 7% hàm lượng chất khoáng. Nấm tươi con chứa rất nhiều loại vitamin như: vitamin B1, B6, B12, PP. Trong tự nhiên, các loại nấm rất phong phú, đa dạng và sinh sôi nhanh nên dồi dào, đây là nguồn thức ăn cho nhiều loài động vật, qua tiến hóa và thích nghi, có nhiều loài động vật chuyên ăn nấm hoặc ưa ăn nấm.

## Thú
Nhiều động vật có vú ăn nấm, nhưng chỉ có một vài loài chỉ chọn nấm là món chính, nhất là các loài kiếm ăn cơ hội và nguồn nấm chỉ tạo nên một phần của chế độ ăn uống của chúng. Có ít nhất 22 loài động vật linh trưởng như tinh tinh, khỉ đuôi sóc, voọc, kể cả con người được biết đến là có ăn nấm. Hầu hết các loài dành ra ít hơn 5% thời gian dành cho việc hái, ăn nấm và do đó chúng hình thành chỉ một phần nhỏ trong chế độ ăn uống của chúng.
Một số loài khác chuyên tìm kiếm thức ăn là nấm và chúng chiếm một phần lớn của chế độ ăn uống của chúng, loài khỉ đuôi sóc bỏ thời gian lên đến 12% tổng lượng thời gian của chúng, khỉ Goeldi tiêu tốn lên đến 63% thời gian của chúng để kiếm nấm và Voọc mũi hếch Vân Nam dành đến 95% thời gian để lùng tìm ăn địa y. Các loại nấm là tương đối rất hiếm trong những khu rừng mưa nhiệt đới so với các nguồn thực phẩm khác như trái cây và lá và nấm được phân bố thưa thớt hơn và xuất hiện thất thường, làm cho chúng một nguồn sống đầy thách thức của việc kiếm ăn đối với những con khỉ Goeldi.
Một trong số ít các loài ăn nấm (fungivores) là động vật có xương sống hiện còn biết đến là con sóc bay miền Bắc, nhưng người ta tin rằng trong quá khứ đã có nhiều loài ăn nấm có xương sống và phát triển khả năng giải độc đáng kể, nhưng có một số lượng khác không giải được độc tố nấm và buộc các loài này phải từ bỏ món nấm hoặc đa dạng hóa chế độ ăn. Mặc dù một số loài khỉ vẫn còn thích ăn nấm ngày nay, không có loài linh trưởng hoàn toàn là loài ăn nấm, mặc dù bộ răng của chúng là rất thích hợp cho việc ăn nấm.

## Chim
Chim Jays (perisoreus) được cho là những con chim đầu tiên mà hành vi mycophagy đã được ghi lại. Giẻ cùi Canada (P. canadensis), giẻ cùi Siberia (P. infaustus) và giẻ cùi Oregon (P. obscurus) có tất cả được ghi lại để ăn nấm, với dạ dày của chim giẻ cùi Siberia có chứa chủ yếu là nấm trong mùa đông. Các con ascomycete, Phaeangium lefebvrei tìm thấy ở Bắc Phi và Trung Đông là chim ăn vào mùa đông và đầu mùa xuân di cư, chủ yếu là loài chim chiền chiện (Alaudidae).
Nấm được biết đến là một phần quan trọng của chế độ ăn uống của đà điểu đầu mào phương nam (Casuarius casuarius) của Úc. nấm khung đã được tìm thấy trong phân của chúng trong suốt cả năm, đà điểu Emus (dromaiidae novaehollandiae) sẽ ăn non lycoperdon và Bovista, gà tây (Alectura lathami) nếu được cung cấp Mycena, cho thấy rằng loài Megapodiidae có thể ăn theo cách cơ hội. 

## Thân mềm

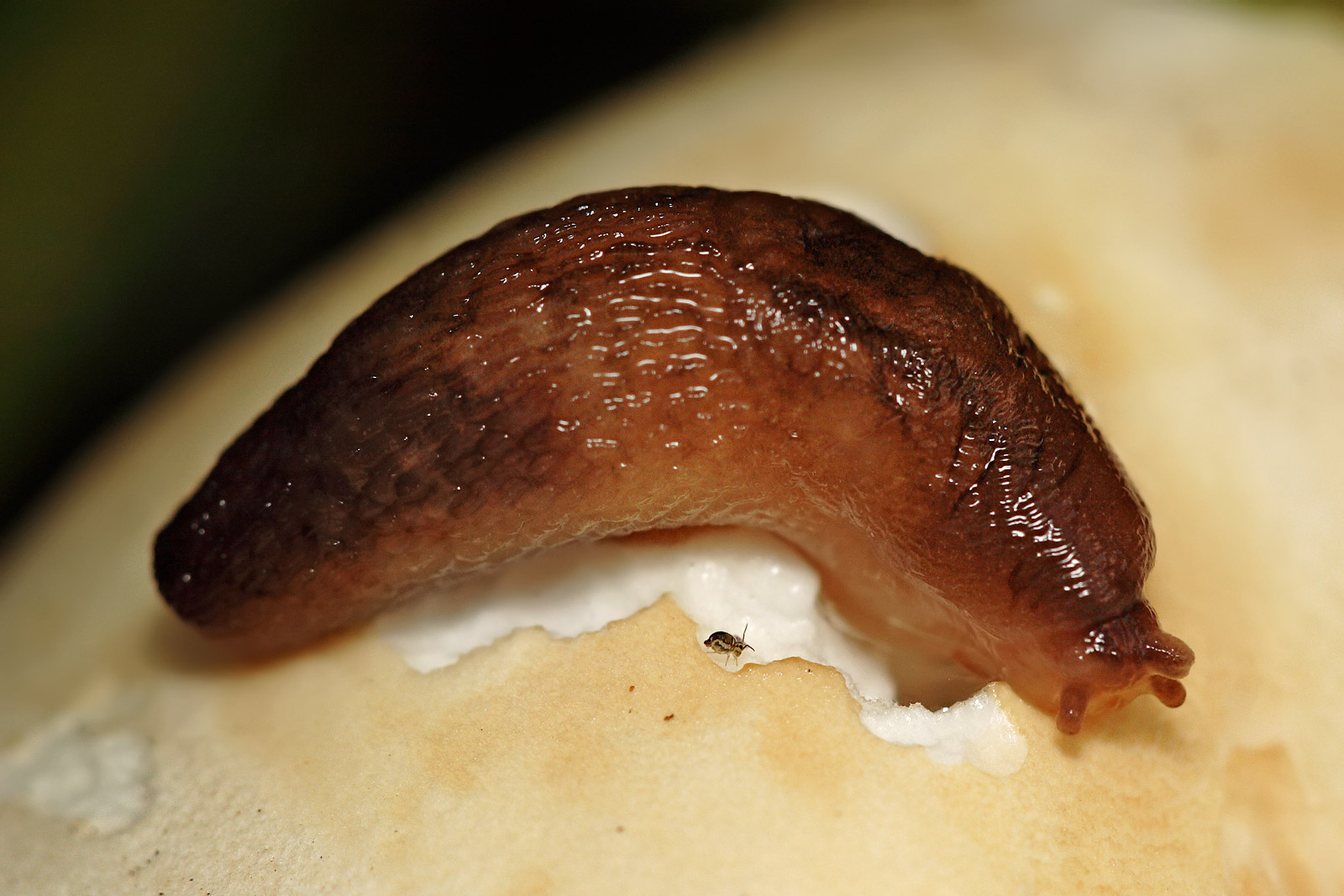
Một con sên đang ăn nấm

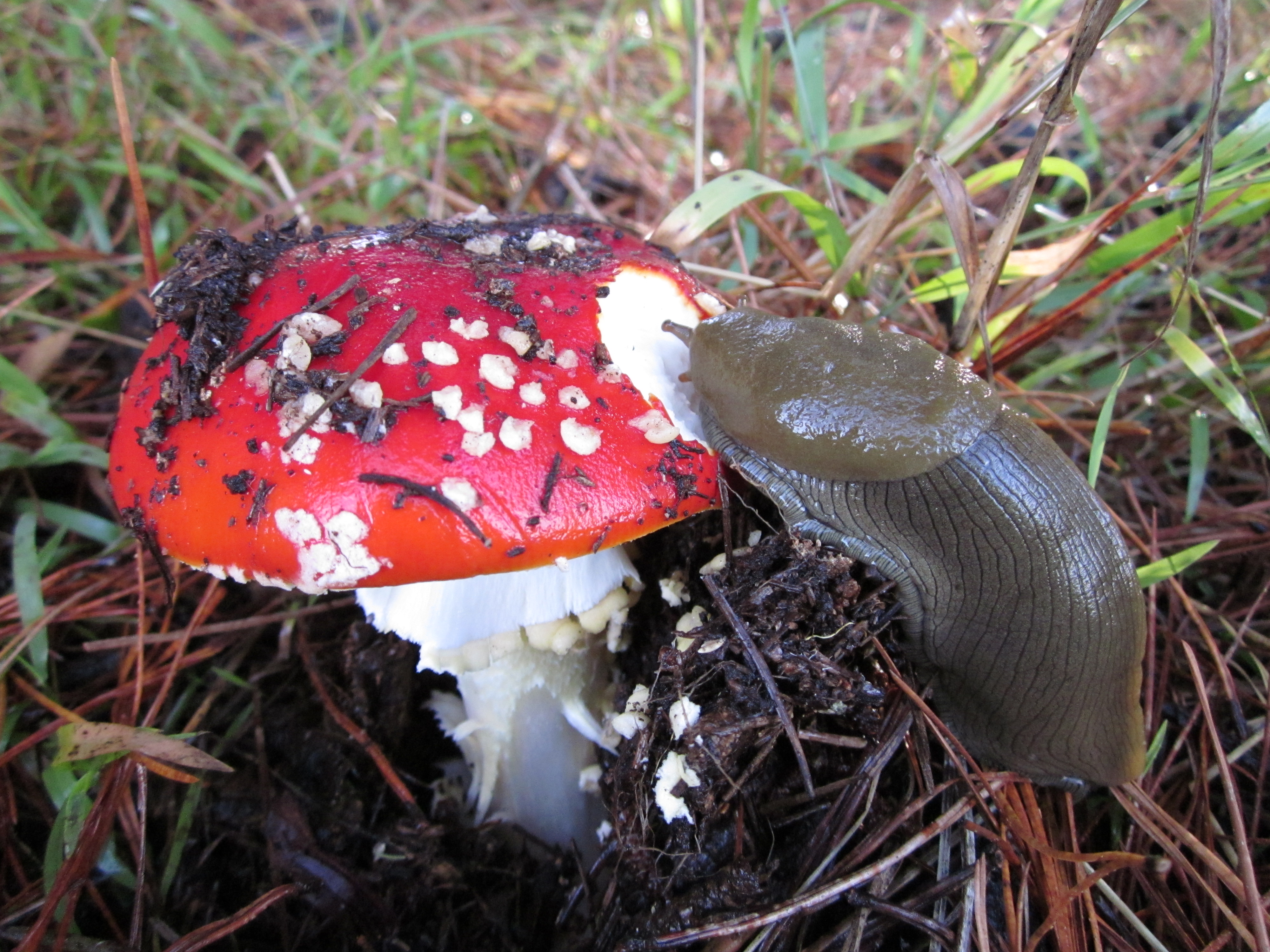
Một con sên đang ăn nấm

Trong số động vật thân mềm thì có loài Sên chuối ăn Amanita. Nhiều động vật thân mềm sống ở trên cạn được biết đến ăn nấm. Đó là trường hợp của một số loài sên từ các họ khác nhau. Trong số đó có Philomycidae (ví dụ như Philomycus carolinianus và Phylomicus flexuolaris) và Ariolimacidae (Ariolimax californianus) mà lần lượt ăn chất nhờn (myxomycetes) và nấm (Basidiomycetes).
Các loài nấm được dùng như nguồn thức ăn của loài ốc sên bao gồm nấm sữa mũ, Lactarius spp., nấm sò, Pleurotus ostreatus và Boletus edulis. Các loài khác liên quan đến chi khác nhau, chẳng hạn như Agaricus, pleurocybella và Russula, cũng được ăn các loài sên ưa ăn. Một số loài sên có tính chọn lọc đối với các bộ phận nhất định hoặc các giai đoạn phát triển của các loại nấm ăn, mặc dù hành vi này khác nhau rất nhiều. Tùy thuộc vào loài và các yếu tố khác, nhiều loài sên chỉ chọn ăn nấm ở các giai đoạn cụ thể của sự sinh trưởng của cây nấm.

## Chân bụng
Các con ốc biển littoraria irrorata, mà sống ở vùng ngập mặn của phía đông nam của Hoa Kỳ ăn nấm mà nó khuyến khích phát triển. Nó tạo ra và duy trì những vết thương trên cỏ, Spartina alterniflora mà sau đó bị nhiễm nấm, có thể là của Phaeosphaeria và Mycosphaerella mà đó là chế độ ăn uống ưa thích của ốc. Chúng cũng gửi phân vào những vết thương mà chúng tạo ra, trong đó khuyến khích sự phát triển của các loại nấm vì chúng rất giàu đạm và sợi nấm. ốc vị thành niên lớn lên trên lá không bị nhiễm bệnh không phát triển và có nhiều khả năng chết, cho thấy tầm quan trọng của các loại nấm trong chế độ ăn uống của L. irrorata.

## Côn trùng
Trong số các loài côn trùng thì có loài Euprenolepis procera là loài duy nhất của họ nhà kiến biết đến việc thu hoạch nấm, chúng chuyên ăn một loại cây nấm có tên là Pleurotus. Vào năm 2008, Euprenolepis procera một loài kiến từ các khu rừng nhiệt đới Đông Nam Á đã được tìm thấy để thu hoạch nấm từ các khu rừng nhiệt đới. Chế độ ăn uống của chúng bao gồm gần như hoàn toàn là nấm. Một số họ nhà bọ cánh cứng, bao gồm cả các họ erotylidae, endomychidae, và nhất là Tenebrionidae cũng là chuyên gia về ăn nấm, mặc dù chúng có thể ăn các loại thức ăn khác, côn trùng khác, như muỗi và ruồi, chúng biết nhấm nháp nấm ở giai đoạn còn là ấu trùng.

## Nuôi nấm

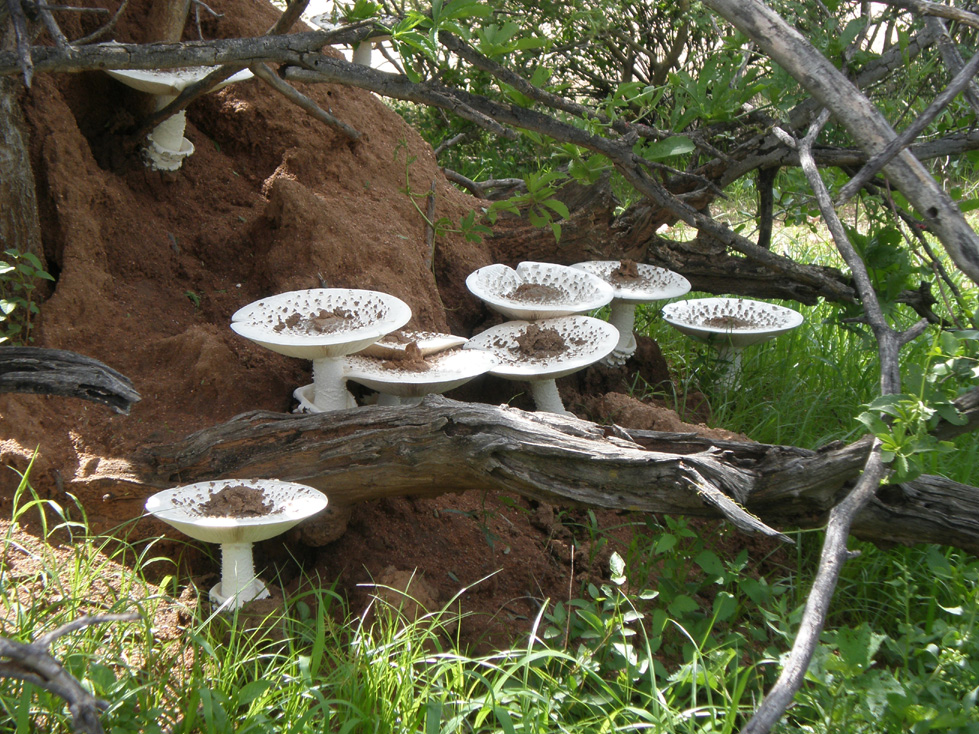
Một vườn nấm của mối

Ba dòng côn trùng gồm bọ cánh cứng, kiến và mối đã phát triển khả năng để làm thành "trang trại nấm" từ 40 đến 60 triệu năm trước đây, chúng tiến hóa khả năng này một cách độc lập với nhau, giống như trong một cách tương tự như cái cách mà xã hội loài người đã trở nên phức tạp hơn sau khi sự phát triển của nông nghiệp dựa vào nguồn thực vật, điều kỳ thú này cũng diễn ra trong những loài côn trùng khi chúng đã tiến hóa khả năng này và các loài côn trùng hiện nay có tầm quan trọng lớn trong hệ sinh thái này.
Các phương pháp phỏng đoán rằng côn trùng sử dụng mầm nấm để hình thành "trang trại nấm" có phần tương đồng cơ bản với việc sản xuất nông nghiệp của con người. Thứ nhất, côn trùng cấy tạo nên một môi trường sống cụ thể hoặc chất nền cho nấm, phần nhiều giống như việc gieo hạt giống. Thứ hai, chúng trồng nấm bằng cách tạo ra các môi trường sống để thử và cải thiện sự phát triển của các loại nấm, cũng như bảo vệ nó khỏi sâu bệnh ký sinh. Thứ ba, chúng thu hoạch nấm khi nấm lớn lên và để ăn nấm. Cuối cùng, chúng phải phụ thuộc vào các loại nấm phát triển như một nguồn sống giống y như trong cùng một cách thức mà con người phụ thuộc, dựa vào cây trồng để sinh sống.
Bọ cánh cứng chuyên ăn Ambrosia, ví dụ là loài Austroplatypus incompertus biết cách làm nấm nông nghiệp từ nguyên liệu thực vật thuộc chi Ambrosia như những lùm cây để ăn chúng. Các cơ quan mycangia (nơi thực hiện ươm tạo các bào tử nấm) của "bọ Ambrosia" ghi nhận có chứa nhiều loài nấm, trong đó có các loài Ambrosiomyces, Ambrosiella, Ascoidea, Ceratocystis, Dipodascus, Diplodia, Endomycopsis, Monacrosporium và Tuberculariella. Các loại nấm trên Ambrosia chỉ được tìm thấy trong đời sống của bọ cánh cứng và chỗ tích trữ của chúng, từ đó cho rằng chúng và các con bọ cánh cứng có một cái sự cộng sinh bắt buộc.
Khoảng 330 loài mối trong mười hai chi trong phân họ Macrotermitinae biết trồng nấm chuyên biệt trong chi Termitomyces. Các loại nấm được lưu giữ trong một phần chuyên biệt của tổ trong nón nấm, những con mối sẽ nhân lên và ăn nguồn thực vật rồi thải ra dạng bột viên phân. Các loại nấm mọc vào nguồn vật liệu này và sớm sản sinh ra nấm non, một nguồn giàu protein, đường và enzym, các con mối thợ sẽ đánh chén chúng. Khoảng 220 loài kiến được mô tả là có thể "trồng nấm" để ăn và các loài chưa được mô tả chi tiết của kiến trong bộ Attini cũng biết trồng nấm.
Chúng chỉ được tìm thấy trong vùng Tân thế giới và được cho là đã tiến hóa trong các rừng mưa Amazon, nơi chúng rất đa dạng nhất hiện nay. Đối với những con kiến, nấm nuôi là nguồn duy nhất của nguồn thức ăn mà ấu trùng của chúng được ưu tiên ăn và cũng là nguồn thức ăn quan trọng cho những con trưởng thành. Kiến chúa mang theo một phần nhỏ của các sản phẩm nấm (mầm nấm) trong túi nhỏ ở phần miệng của chúng khi chúng rời khỏi tổ để giao phối, cho phép chúng thiết lập một vườn nấm mới bằng những "hạt mầm" này khi chúng kết thành một tổ mới.